# Alimmainen Olkkijärvi
Alimmainen Olkkijärvi, Keskimmäinen Olkkijärvi och Ylimmäinen Olkkijärvi, eller Olkijävrik är sjöar i Finland. De ligger i kommunen Enare i landskapet Lappland, i den norra delen av landet, 1 000 km norr om huvudstaden Helsingfors. Olkijävrik ligger 277 meter över havet. Omgivningarna runt Alimmainen Olkkijärvi är i huvudsak ett öppet busklandskap. Arean är 13,3 hektar och strandlinjen är 1,79 kilometer lång. Sjön  ingår i Pasvik älvs huvudavrinningsområde. 